# 謝爾頓冰原島峰
75°43′S 70°35′W / 75.717°S 70.583°W
謝爾頓冰原島峰（英語：Shelton Nunataks），是南極洲的冰原島峰，位於帕爾默地，處於托馬斯山脈東南面16公里，美國地質調查局根據測量和該國海軍的空中照片繪入地圖，現時由南極條約體系管理。